# Canton de Toulon-7
Le canton de Toulon-7 est un ancien canton français situé dans le département du Var et la région Provence-Alpes-Côte d'Azur.

## Géographie
Ce canton était organisé autour de Toulon dans l'arrondissement de Toulon. Son altitude variait de 0 m (Toulon) à 589 m (Toulon) pour une altitude moyenne de 1 m.![réf. nécessaire]

## Histoire
Canton créé en 1973 (décret du 2 août 1973) - Division des cantons Toulon-1, 3, 4 et 5).

## Administration
| Période | Période | Identité        | Étiquette             | Qualité                                                             |
| ------- | ------- | --------------- | --------------------- | ------------------------------------------------------------------- |
| 1973    | 2008    | Louis Bernardi  | UDR puis RPR puis UMP | Avocat au barreau de Toulon                                         |
| 2008    | 2015    | Hélène Audibert | UMP                   | Adjointe au maire de Toulon Elue en 2015 dans le Canton de Toulon-3 |

## Composition
Le canton de Toulon-7 groupe 1 commune et compte 9 745 habitants (recensement de 2010 sans doubles comptes).
| Communes                                          | Population (2012) | Code postal | Code Insee |
| ------------------------------------------------- | ----------------- | ----------- | ---------- |
| Toulon (chef-lieu du canton), fraction de commune | 9 745             | 83000       | 83137      |

## Démographie
| 1962 | 1968 | 1975 | 1982 | 1990  | 1999  | 2006  | 2009 |
| ---- | ---- | ---- | ---- | ----- | ----- | ----- | ---- |
| -    | -    | -    | -    | 9 866 | 9 647 | 9 634 | -    |